# Verbatim Corporation
Verbatim Corporation es una marca de venta de electrónica de consumo. Destaca en el campo de la venta de discos vírgenes. Era integrante del grupo Mitsubishi Chemical Corporation hasta su adquisición por parte de la compañía taiwanesa CMC Magnetics Corporation
Fue fundada en 1969, creando los primeros discos de vinilo, casetes, disquetes, tiene productos como discos compactos, DVD, y el formato Blu-Ray. También es una importante distribuidora de memorias flash y memorias usb.

## Historia
La compañía fue fundada en 1969 y desde 1990 pertenece a Mitsubishi Chemical Corporation.
Fechas clave
- 1969: Verbatim Corporation es creada.
- 1979: Verbatim Corporation se hace pública, sus ventas aumentan en $36 millones.
- 1985: Eastman Kodak anuncia una oferta de 174$ millones por Verbatim.
- 1990: Mitsubishi Chemical Corporation adquiere Verbatim.
- 1992: Verbatim Corporation adquiere Carlisle Memory.
- 2005: Mitsubishi Chemical Corporation se fusiona con Mitsubishi Pharma Corporation para formar Mitsubishi Chemical Holdings Corporation.
- 2019: CMC Magnetics Corporation adquiere Verbatim.[3]

## Productos
Almacenamiento de ordenadores:
- Disquete
- Cinta magnética
- Multi Media Card (MMC)
- SD
- CompactFlash
- CD-R/CD-RW
- DVD-R/DVD-RW/DVD-R DL
- DVD+R/DVD+RW/DVD+R DL
- DVD-RAM
- BD-R/BD-RE
- Micro SD
- Memoria USB

Estos productos, en parte son producidos por Verbatim, en sus fábricas de Taiwán, China e India, y en parte bajo la licencia de los fabricantes de Taiwán y la India.
Verbatim Corporation también comercializa productos de las fábricas de: Japón, Taiwán, China, Malasia y la India (Pearl White DVD (Discos Perla Blanca) en Europa), incluyéndose pero no limitando con productos de: Taiyo Yuden, Ritek Corporation, CMC Magnetics, Prodisc, Moser Baer, Daxon/BenQ.